# جيراردو زامورا
جيراردو زامورا هو محامي وسياسي أرجنتيني، ولد في 6 يناير 1964 في Bowen ‏ في الأرجنتين. انتخب Governor of Santiago del Estero ‏ وانتخب عضو مجلس الشيوخ الأرجنتيني ‏ عن دائرة محافظة سانتياغو ديل استيرو وقد انضم خلال فترته النيابية (10 ديسمبر 2013 – 9 ديسمبر 2017) للكتلة البرلمانية Civic Front for Santiago ‏.